# Nasuh Akar
Nasuh Akar (ur. 10 maja 1925 w Yiğitler, zm. 18 maja 1984 w Seydişehir) – turecki zapaśnik w stylu wolnym. Złoty medalista olimpijski z Londynu.
Walczył w stylu wolnym w kategorii koguciej (do 57 kilogramów). Zawody w 1948 były jego jedynymi igrzyskami olimpijskimi. Był złotym medalistą mistrzostw świata w 1951. Był pierwszy (1949) i drugi na mistrzostwach Europy (1946).